# テトラクロロアルミン酸カドミウム(I)
テトラクロロアルミン酸カドミウム(I)(Cadmium(I) tetrachloroaluminate)は、カドミウムのテトラクロロアルミン酸塩で、化学式Cd2(AlCl4)2の無機化合物である。+1の酸化状態のカドミウムを含み、カドミウム-カドミウム結合（Cd-Cd結合）を持つ最初の化合物として、1961年に報告された。

## 合成と特徴
テトラクロロアルミン酸カドミウム(I)は、当初は、溶融した塩化カドミウムにカドミウム金属を溶解させ、その後、塩化アルミニウムを加えることで合成された。

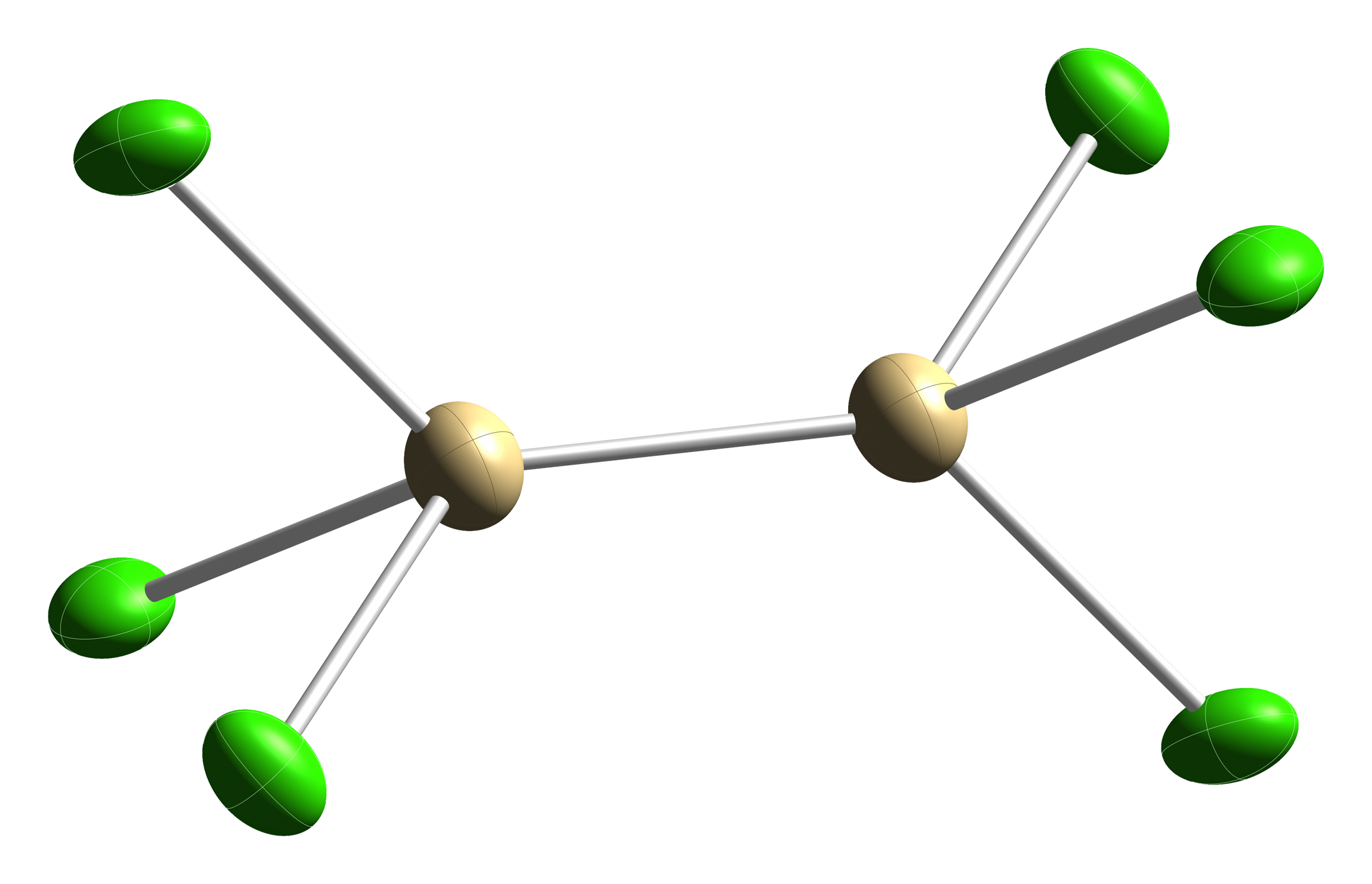
Cd_{2}Cl_{6}ユニットの熱振動楕円体

CdCl2 + Cd → Cd2Cl2
Cd2Cl2 + 2 AlCl3 → Cd2(AlCl4)2
その後のラマン振動スペクトルの研究で、Cd-Cd結合の存在が示唆され、その後、2度別々に行われた単結晶のX線結晶構造解析により、確認された。そのため、この化合物は、Hg22+を含む水銀(I)化合物（例えば、塩化水銀(I)）と比較できる。Cd-Cd結合は、エタン様Cd2Cl6ユニットの一部であり、AlCl4ユニットと頂点を共有している。Cd-Cd結合長は、257.6 pmまたは256.1 pmと報告されている。
テトラクロロアルミン酸カドミウム(I)は、反磁性である。不対電子を持たず、水と容易に反応して不均化し、カドミウム金属とカドミウムイオン(Cd2+)を与える。